# مویسس رودریگز
مویسس رودریگز (انگلیسی: Moisés Rodríguez؛ زادهٔ ۲ آوریل ۱۹۹۷) بازیکن فوتبال است.